# 15155 Ahn
15155 Ahn (2000 FB37) là một tiểu hành tinh vành đai chính được phát hiện ngày 29 tháng 3 năm 2000 bởi Nhóm Nghiên cứu Thiên thạch gần Trái Đất thuộc phòng thí nghiệm Lincoln ở Socorro.